# Campeonato Sudamericano de Baloncesto Sub-17 de 2015
El Campeonato Sudamericano de Bsquetbol Sub-17 de 2015 corresponde a la X edición del Campeonato Sudamericano de Baloncesto Sub-17, fue organizado por FIBA Americas. Fue disputado en el microestadio Raúl Alejo Gronda en la ciudad argentina de Resistencia, provincia del Chaco, entre el 13 de septiembre y el 19 de septiembre de 2015 y los 3 mejores del certamen clasificaron al Campeonato FIBA Américas Sub-18 de 2016 que se realizó en la ciudad de chilena de Valdivia.

## Primera fase

### Grupo A
|   | Equipo    | Pts | J | G | P | PF  | PC  | Dif  |
| - | --------- | --- | - | - | - | --- | --- | ---- |
| 1 | Argentina | 6   | 3 | 3 | 0 | 240 | 154 | +86  |
| 2 | Chile     | 5   | 3 | 2 | 1 | 196 | 184 | +12  |
| 3 | Uruguay   | 4   | 3 | 1 | 2 | 185 | 181 | +4   |
| 4 | Ecuador   | 3   | 3 | 0 | 3 | 139 | 241 | -102 |

| 15 de septiembre, 18:00            | Uruguay                            | 57 - 58                            | Chile                                     |  |
| Reporte                            |                                    |                                    |                                           |  |
| Parciales: 12-10, 5-14, 21-9, 9-14 | Parciales: 12-10, 5-14, 21-9, 9-14 | Parciales: 12-10, 5-14, 21-9, 9-14 | microestadio Raúl Alejo Gronda, Saez Pena |  |
| Martin Rojas 18 puntos             | Pts                                | Felipe Haase 17 puntos             | microestadio Raúl Alejo Gronda, Saez Pena |  |
| Martin Rojas 16 rebotes            | Rebs                               | Ignacio Arroyo 7 rebotes           | microestadio Raúl Alejo Gronda, Saez Pena |  |
| Martin Rojas 2 asistencias         | Asists                             | Nicolas Aguirre 5 asistencias      | microestadio Raúl Alejo Gronda, Saez Pena |  |

| 15 de septiembre, 21:00            | Argentina                          | 98 - 31                            | Ecuador                                     |  |
| Reporte                            |                                    |                                    |                                             |  |
| Parciales: 23-8, 30-14, 20-8, 25-1 | Parciales: 23-8, 30-14, 20-8, 25-1 | Parciales: 23-8, 30-14, 20-8, 25-1 | microestadio Raúl Alejo Gronda, Resistencia |  |
| Lisandro Fernandez 16 puntos       | Pts                                | Jordan Cardenas 10 puntos          | microestadio Raúl Alejo Gronda, Resistencia |  |
| Santiago Vaulet 12 rebotes         | Rebs                               | Rodrigo Roldan 5 rebotes           | microestadio Raúl Alejo Gronda, Resistencia |  |
| Facundo Corvalan 7 asistencias     | Asists                             | Pedro Infante 2 asistencias        | microestadio Raúl Alejo Gronda, Resistencia |  |

| 16 de septiembre, 18:45              | Ecuador                              | 55 - 74                              | Uruguay                                     |  |
| Reporte                              |                                      |                                      |                                             |  |
| Parciales: 12-24, 19-14, 7-21, 17-15 | Parciales: 12-24, 19-14, 7-21, 17-15 | Parciales: 12-24, 19-14, 7-21, 17-15 | microestadio Raúl Alejo Gronda, Resistencia |  |
| Francisco Bedoya 11 puntos           | Pts                                  | Martin Rojas 21 puntos               | microestadio Raúl Alejo Gronda, Resistencia |  |
| Luis Andrade 6 rebotes               | Rebs                                 | Juan Ignacio Ducasse 8 rebotes       | microestadio Raúl Alejo Gronda, Resistencia |  |
| Mayre Mina 2 asistencias             | Asists                               | Mateo Sarni 4 asistencias            | microestadio Raúl Alejo Gronda, Resistencia |  |

| 16 de septiembre, 21:00               | Chile                                 | 69 - 74                               | Argentina                                   |  |
| Reporte                               |                                       |                                       |                                             |  |
| Parciales: 17-18, 16-17, 13-26, 23-13 | Parciales: 17-18, 16-17, 13-26, 23-13 | Parciales: 17-18, 16-17, 13-26, 23-13 | microestadio Raúl Alejo Gronda, Resistencia |  |
| Nicolas Aguirre 22 puntos             | Pts                                   | Matias Solanas 27 puntos              | microestadio Raúl Alejo Gronda, Resistencia |  |
| Santiago Soulodre 11 rebotes          | Rebs                                  | Santiago Vaulet 12 rebotes            | microestadio Raúl Alejo Gronda, Resistencia |  |
| Nicolas Aguirre 5 asistencias         | Asists                                | Santiago Vaulet 5 asistencias         | microestadio Raúl Alejo Gronda, Resistencia |  |

| 17 de septiembre, 18:45              | Chile                                | 69 - 53                              | Ecuador                                     |  |
| Reporte                              |                                      |                                      |                                             |  |
| Parciales: 12-18, 20-17, 21-13, 16-5 | Parciales: 12-18, 20-17, 21-13, 16-5 | Parciales: 12-18, 20-17, 21-13, 16-5 | microestadio Raúl Alejo Gronda, Resistencia |  |
| Nicolas Aguirre 19 puntos            | Pts                                  | Jordan Cardenas 17 puntos            | microestadio Raúl Alejo Gronda, Resistencia |  |
| Clemente Schwerter 7 rebotes         | Rebs                                 | Jordan Cardenas 13 rebotes           | microestadio Raúl Alejo Gronda, Resistencia |  |
| Nicolas Aguirre 6 asistencias        | Asists                               | Francisco Bedoya 1 asistencia        | microestadio Raúl Alejo Gronda, Resistencia |  |

| 17 de septiembre, 21:00             | Argentina                           | 68 - 54                             | Uruguay                                     |  |
| Reporte                             |                                     |                                     |                                             |  |
| Parciales: 9-18, 22-11, 14-16, 23-9 | Parciales: 9-18, 22-11, 14-16, 23-9 | Parciales: 9-18, 22-11, 14-16, 23-9 | microestadio Raúl Alejo Gronda, Resistencia |  |
| Santiago Vaulet 24 puntos           | Pts                                 | Martin Rojas 18 puntos              | microestadio Raúl Alejo Gronda, Resistencia |  |
| Santiago Vaulet 17 rebotes          | Rebs                                | Martin Rojas 15 rebotes             | microestadio Raúl Alejo Gronda, Resistencia |  |
| Facundo Corvalan 5 asistencias      | Asists                              | Mateo Sarni 3 asistencias           | microestadio Raúl Alejo Gronda, Resistencia |  |

### Grupo B
|   | Equipo    | Pts | J | G | P | PF  | PC  | Dif |
| - | --------- | --- | - | - | - | --- | --- | --- |
| 1 | Brasil    | 8   | 4 | 4 | 0 | 330 | 258 | +72 |
| 2 | Paraguay  | 7   | 4 | 3 | 1 | 312 | 284 | +28 |
| 3 | Venezuela | 6   | 4 | 2 | 2 | 273 | 280 | -7  |
| 4 | Colombia  | 5   | 4 | 1 | 3 | 313 | 350 | -37 |
| 5 | Perú      | 4   | 4 | 0 | 4 | 266 | 322 | -56 |

| 13 de septiembre, 18:00              | Perú                                 | 70 - 84                              | Colombia                                    |  |
| Reporte                              |                                      |                                      |                                             |  |
| Parciales: 29-17, 4-31, 16-23, 21-13 | Parciales: 29-17, 4-31, 16-23, 21-13 | Parciales: 29-17, 4-31, 16-23, 21-13 | microestadio Raúl Alejo Gronda, Resistencia |  |
| Juan Venegas 24 puntos               | Pts                                  | Romario Roque 19 puntos              | microestadio Raúl Alejo Gronda, Resistencia |  |
| Patrick Meyer-Kayser 5 rebotes       | Rebs                                 | David Valera 9 rebotes               | microestadio Raúl Alejo Gronda, Resistencia |  |
| Matias Quieros 3 asistencias         | Asists                               | Juan Armenteros 4 asistencias        | microestadio Raúl Alejo Gronda, Resistencia |  |

| 13 de septiembre, 21:00              | Venezuela                            | 46 - 66                              | Paraguay                                    |  |
| Reporte                              |                                      |                                      |                                             |  |
| Parciales: 13-15, 9-21, 14-16, 10-14 | Parciales: 13-15, 9-21, 14-16, 10-14 | Parciales: 13-15, 9-21, 14-16, 10-14 | microestadio Raúl Alejo Gronda, Resistencia |  |
| Asa Acosta 8 puntos                  | Pts                                  | Juan Bautista Poisson 15 puntos      | microestadio Raúl Alejo Gronda, Resistencia |  |
| Gabriel Pino 15 rebotes              | Rebs                                 | Juan Bautista Poisson 13 rebotes     | microestadio Raúl Alejo Gronda, Resistencia |  |
| Carlos Lenuz 2 asistencias           | Asists                               | Sebastian Franco 4 asistencias       | microestadio Raúl Alejo Gronda, Resistencia |  |

| 14 de septiembre, 18:45              | Venezuela                            | 68 - 57                              | Perú                                        |  |
| Reporte                              |                                      |                                      |                                             |  |
| Parciales: 17-9, 13-15, 20-19, 18-14 | Parciales: 17-9, 13-15, 20-19, 18-14 | Parciales: 17-9, 13-15, 20-19, 18-14 | microestadio Raúl Alejo Gronda, Resistencia |  |
| Asa Acosta 16 puntos                 | Pts                                  | Juan Venegas 18 puntos               | microestadio Raúl Alejo Gronda, Resistencia |  |
| Gabriel Pino 10 rebotes              | Rebs                                 | Juan Venegas 7 rebotes               | microestadio Raúl Alejo Gronda, Resistencia |  |
| Carlos Lenuz 4 asistencias           | Asists                               | Matias Quieros 4 asistencias         | microestadio Raúl Alejo Gronda, Resistencia |  |

| 14 de septiembre, 21:00              | Paraguay                             | 55 - 83                              | Brasil                                      |  |
| Reporte                              |                                      |                                      |                                             |  |
| Parciales: 12-19, 4-18, 18-25, 21-21 | Parciales: 12-19, 4-18, 18-25, 21-21 | Parciales: 12-19, 4-18, 18-25, 21-21 | microestadio Raúl Alejo Gronda, Resistencia |  |
| Juan Bautista Poisson 16 puntos      | Pts                                  | Danilo Santos 13 puntos              | microestadio Raúl Alejo Gronda, Resistencia |  |
| Juan Bautista Poisson 15 rebotes     | Rebs                                 | Kayo Goncalves 11 rebotes            | microestadio Raúl Alejo Gronda, Resistencia |  |
| Juan Bautista Poisson 1 asistencia   | Asists                               | Felipe Ruivo 4 asistencia            | microestadio Raúl Alejo Gronda, Resistencia |  |

| 15 de septiembre, 18:45               | Brasil                                | 80 - 67                               | Perú                                        |  |
| Reporte                               |                                       |                                       |                                             |  |
| Parciales: 17-19, 20-19, 13-14, 30-15 | Parciales: 17-19, 20-19, 13-14, 30-15 | Parciales: 17-19, 20-19, 13-14, 30-15 | microestadio Raúl Alejo Gronda, Resistencia |  |
| Rafael Monteiro 18 puntos             | Pts                                   | Juan Venegas 18 puntos                | microestadio Raúl Alejo Gronda, Resistencia |  |
| Michael Uchendu 11 rebotes            | Rebs                                  | Juan Venegas 4 rebotes                | microestadio Raúl Alejo Gronda, Resistencia |  |
| Danilo Santos 4 asistencias           | Asists                                | Juan Venegas 3 asistencias            | microestadio Raúl Alejo Gronda, Resistencia |  |

| 15 de septiembre, 21:00               | Colombia                              | 77 - 92                               | Venezuela                                   |  |
| Reporte                               |                                       |                                       |                                             |  |
| Parciales: 18-17, 27-24, 12-21, 20-30 | Parciales: 18-17, 27-24, 12-21, 20-30 | Parciales: 18-17, 27-24, 12-21, 20-30 | microestadio Raúl Alejo Gronda, Resistencia |  |
| Romario Roque 18 puntos               | Pts                                   | Ernesto Hernández 21 puntos           | microestadio Raúl Alejo Gronda, Resistencia |  |
| Soren De Luque 8 rebotes              | Rebs                                  | Miguel Perez 9 rebotes                | microestadio Raúl Alejo Gronda, Resistencia |  |
| Luis Valencia 2 asistencias           | Asists                                | Asa Acosta 5 asistencias              | microestadio Raúl Alejo Gronda, Resistencia |  |

| 16 de septiembre, 18:45               | Paraguay                              | 101 - 83                              | Colombia                                    |  |
| Reporte                               |                                       |                                       |                                             |  |
| Parciales: 24-20, 28-20, 21-21, 28-22 | Parciales: 24-20, 28-20, 21-21, 28-22 | Parciales: 24-20, 28-20, 21-21, 28-22 | microestadio Raúl Alejo Gronda, Resistencia |  |
| Emmanuel Gonzalez 25 puntos           | Pts                                   | Soren De Luque 19 puntos              | microestadio Raúl Alejo Gronda, Resistencia |  |
| Juan Bautista Poisson 17 rebotes      | Rebs                                  | Romario Roque 8 rebotes               | microestadio Raúl Alejo Gronda, Resistencia |  |
| Jorge Martinez 8 asistencias          | Asists                                | Romario Roque 4 asistencias           | microestadio Raúl Alejo Gronda, Resistencia |  |

| 16 de septiembre, 21:00               | Venezuela                             | 67 - 80                               | Brasil                                      |  |
| Reporte                               |                                       |                                       |                                             |  |
| Parciales: 14-11, 15-21, 18-19, 20-29 | Parciales: 14-11, 15-21, 18-19, 20-29 | Parciales: 14-11, 15-21, 18-19, 20-29 | microestadio Raúl Alejo Gronda, Resistencia |  |
| Luis Llamos 18 puntos                 | Pts                                   | Danilo Santos 24 puntos               | microestadio Raúl Alejo Gronda, Resistencia |  |
| Johandryt Mendoza 11 rebotes          | Rebs                                  | Lucas Pereira 12 rebotes              | microestadio Raúl Alejo Gronda, Resistencia |  |
| Asa Acosta 2 asistencias              | Asists                                | Felipe Ruivo 3 asistencias            | microestadio Raúl Alejo Gronda, Resistencia |  |

| 17 de septiembre, 15:30              | Paraguay                             | 90 - 72                              | Perú                                        |  |
| Reporte                              |                                      |                                      |                                             |  |
| Parciales: 20-8, 19-13, 18-28, 33-23 | Parciales: 20-8, 19-13, 18-28, 33-23 | Parciales: 20-8, 19-13, 18-28, 33-23 | microestadio Raúl Alejo Gronda, Resistencia |  |
| Jorge Martinez 25 puntos             | Pts                                  | Juan Venegas 35 puntos               | microestadio Raúl Alejo Gronda, Resistencia |  |
| Juan Bautista Poisson 16 rebotes     | Rebs                                 | Patrick Meyer-Kayser 5 rebotes       | microestadio Raúl Alejo Gronda, Resistencia |  |
| Emmanuel Gonzalez 3 asistencias      | Asists                               | Juan Venegas 3 asistencias           | microestadio Raúl Alejo Gronda, Resistencia |  |

| 17 de septiembre, 17:45              | Brasil                               | 87 - 69                              | Colombia                                    |  |
| Reporte                              |                                      |                                      |                                             |  |
| Parciales: 18-6, 18-20, 24-18, 27-25 | Parciales: 18-6, 18-20, 24-18, 27-25 | Parciales: 18-6, 18-20, 24-18, 27-25 | microestadio Raúl Alejo Gronda, Resistencia |  |
| Aquiles Ferreira 23 puntos           | Pts                                  | Romario Roque 26 puntos              | microestadio Raúl Alejo Gronda, Resistencia |  |
| Michael Uchendu 15 rebotes           | Rebs                                 | Romario Roque 10 rebotes             | microestadio Raúl Alejo Gronda, Resistencia |  |
| Arthur Pimenta 3 asistencias         | Asists                               | Maiknor Reid 5 asistencias           | microestadio Raúl Alejo Gronda, Resistencia |  |

### 5 al 8 lugar
| 18 de septiembre, 11:30 | Uruguay               | 20 - 0                | Colombia                                    |  |
|                         |                       |                       |                                             |  |
| Parciales: -, -, -, -   | Parciales: -, -, -, - | Parciales: -, -, -, - | microestadio Raúl Alejo Gronda, Resistencia |  |

| 18 de septiembre, 18:00               | Venezuela                             | 91 - 62                               | Ecuador                                     |  |
| Reporte                               |                                       |                                       |                                             |  |
| Parciales: 18-16, 18-17, 32-16, 23-13 | Parciales: 18-16, 18-17, 32-16, 23-13 | Parciales: 18-16, 18-17, 32-16, 23-13 | microestadio Raúl Alejo Gronda, Resistencia |  |
| Jose Bracho 26 puntos                 | Pts                                   | Francisco Bedoya 13 puntos            | microestadio Raúl Alejo Gronda, Resistencia |  |
| Miguel Perez 16 rebotes               | Rebs                                  | Jordan Cardenas 14 rebotes            | microestadio Raúl Alejo Gronda, Resistencia |  |
| Jose Bracho 6 asistencias             | Asists                                | Jordan Cardenas 3 asistencias         | microestadio Raúl Alejo Gronda, Resistencia |  |

### Partido del 7 lugar
| 19 de septiembre, 14:00               | Colombia                              | 72 - 63                               | Ecuador                                     |  |
| Reporte                               |                                       |                                       |                                             |  |
| Parciales: 13-12, 13-14, 23-20, 23-17 | Parciales: 13-12, 13-14, 23-20, 23-17 | Parciales: 13-12, 13-14, 23-20, 23-17 | microestadio Raúl Alejo Gronda, Resistencia |  |
| Romario Roque 27 puntos               | Pts                                   | Francisco Bedoya 17 puntos            | microestadio Raúl Alejo Gronda, Resistencia |  |
| Soren De Luque 15 rebotes             | Rebs                                  | Jordan Cardenas 13 rebotes            | microestadio Raúl Alejo Gronda, Resistencia |  |
| Maiknor Reid 5 asistencias            | Asists                                | Pedro Infante 6 asistencias           | microestadio Raúl Alejo Gronda, Resistencia |  |

### Partido del 5 lugar
| 19 de septiembre, 16:15               | Uruguay                               | 70 - 74                               | Venezuela                                   |  |
| Reporte                               |                                       |                                       |                                             |  |
| Parciales: 18-13, 10-15, 20-20, 16-16 | Parciales: 18-13, 10-15, 20-20, 16-16 | Parciales: 18-13, 10-15, 20-20, 16-16 | microestadio Raúl Alejo Gronda, Resistencia |  |
| Martin Rojas 15 puntos                | Pts                                   | Jose Bracho 17 puntos                 | microestadio Raúl Alejo Gronda, Resistencia |  |
| Martin Rojas 10 rebotes               | Rebs                                  | Johandryt Mendoza 13 rebotes          | microestadio Raúl Alejo Gronda, Resistencia |  |
| Martin Rojas 2 asistencias            | Asists                                | Asa Acosta 4 asistencias              | microestadio Raúl Alejo Gronda, Resistencia |  |

## Fase Final

### Semifinales
| 18 de septiembre, 11:30              | Brasil                               | 59 - 55                              | Chile                                       |  |
| Reporte                              |                                      |                                      |                                             |  |
| Parciales: 8-15, 15-17, 18-13, 18-10 | Parciales: 8-15, 15-17, 18-13, 18-10 | Parciales: 8-15, 15-17, 18-13, 18-10 | microestadio Raúl Alejo Gronda, Resistencia |  |
| Rafael Monteiro 16 puntos            | Pts                                  | Nicolas Aguirre 16 puntos            | microestadio Raúl Alejo Gronda, Resistencia |  |
| Lucas Pereira 12 rebotes             | Rebs                                 | Santiago Soulodre 12 rebotes         | microestadio Raúl Alejo Gronda, Resistencia |  |
| Felipe Ruivo 3 asistencias           | Asists                               | Ignacio Arroyo 5 asistencias         | microestadio Raúl Alejo Gronda, Resistencia |  |

| 18 de septiembre, 18:00 | Argentina             | 20 - 0                | Paraguay                                    |  |
|                         |                       |                       |                                             |  |
| Parciales: -, -, -, -   | Parciales: -, -, -, - | Parciales: -, -, -, - | microestadio Raúl Alejo Gronda, Resistencia |  |

### Partido del 3 lugar
| 19 de septiembre, 18:30               | Chile                                 | 69 - 56                               | Paraguay                                    |  |
| Reporte                               |                                       |                                       |                                             |  |
| Parciales: 16-11, 10-10, 16-21, 27-14 | Parciales: 16-11, 10-10, 16-21, 27-14 | Parciales: 16-11, 10-10, 16-21, 27-14 | microestadio Raúl Alejo Gronda, Resistencia |  |
| Nicolas Aguirre 24 puntos             | Pts                                   | Jorge Martinez 16 puntos              | microestadio Raúl Alejo Gronda, Resistencia |  |
| Felipe Haase 17 rebotes               | Rebs                                  | Juan Bautista Poisson 17 rebotes      | microestadio Raúl Alejo Gronda, Resistencia |  |
| Cristóbal Talmar 4 asistencias        | Asists                                | Juan Bautista Poisson 2 asistencias   | microestadio Raúl Alejo Gronda, Resistencia |  |

## Final
| 19 de septiembre, 21:00              | Brasil                               | 49 - 73                              | Argentina                                   |  |
| Reporte                              |                                      |                                      |                                             |  |
| Parciales: 11-18, 11-25, 20-19, 7-11 | Parciales: 11-18, 11-25, 20-19, 7-11 | Parciales: 11-18, 11-25, 20-19, 7-11 | microestadio Raúl Alejo Gronda, Resistencia |  |
| Rafael Monteiro 11 puntos            | Pts                                  | Santiago Vaulet 18 puntos            | microestadio Raúl Alejo Gronda, Resistencia |  |
| Lucas Pereira 11 rebotes             | Rebs                                 | Santiago Vaulet 10 rebotes           | microestadio Raúl Alejo Gronda, Resistencia |  |
| Felipe Ruivo 3 asistencias           | Asists                               | Santiago Vaulet 5 asistencias        | microestadio Raúl Alejo Gronda, Resistencia |  |

| Argentina         |
| Campeón Argentina |
| Octavo Titulo     |

## Clasificación
| Posición | Equipo    |
| -------- | --------- |
| 1        | Argentina |
| 2        | Brasil    |
| 3        | Chile     |
| 4        | Paraguay  |
| 5        | Venezuela |
| 6        | Uruguay   |
| 7        | Colombia  |
| 8        | Ecuador   |
| 9        | Peru      |

## Clasificados al FIBA Americas Sub-18 2016
| Bandera de Argentina | Bandera de Brasil | Bandera de Chile |
| Argentina            | Brasil            | Chile            |
| -------------------- | ----------------- | ---------------- |